# Henning Klostermeyer
Henning Klostermeyer (* 6. Februar 1933 in Marcellino-Ramos, Brasilien) ist ein deutscher Lebensmittelchemiker. Er war von 1978 bis zu seiner Emeritierung Ordinarius für Milchwissenschaft und Biopolymere an der TU München am Wissenschaftszentrum Weihenstephan.

## Leben
Klostermeyer absolvierte zunächst eine Gärtnerlehre. Nach einer Tätigkeit als Laborarbeiter absolvierte er die Chemielaboranten-Ersatzprüfung, die ihn zum Studium an der Staatlichen Ingenieur-Schule für Maschinenwesen in Essen berechtigte. Er erhielt hier die fachgebundene Hochschulreife. 1958 begann er das Chemiestudium an der RWTH Aachen, das er 1963 beendete. Für seinen Studienerfolg wurde er mit der Springorum-Denkmünze ausgezeichnet. 1965 schloss er seine Dissertation ab, die er am Deutschen Wollforschungsinstitut, heute bekannt als DWI – Leibniz-Institut für Interaktive Materialien, bei H. Zahn erarbeitet hatte. Für die Dissertation wurde er mit der Borchers-Plakette ausgezeichnet.
Von 1965 bis 1971 war er wissenschaftlicher Assistent am Lehrstuhl für Textilchemie und Makromolekulare Chemie der RWTH Aachen. Ende 1970 habilitierte er sich für das Fach Makromolekulare Chemie ebendort. Im Februar 1971 wechselte er als Direktor an das Institut für Chemie der damaligen Bundesanstalt für Milchforschung in Kiel. Ab dem Wintersemester 1971/72 erhielt er einen Lehrauftrag für „Chemie der Lebensmittel“ an der Christian-Albrechts-Universität Kiel.
1978 schließlich wurde er als Nachfolger von Friedrich Kiermeier auf den Lehrstuhl für Milchwissenschaft der TU München am Standort Weihenstephan berufen. Mit der Professur war die Leitung des Chemischen und Physikalischen Instituts der damaligen Süddeutschen Versuchs- und Forschungsanstalt für Milchwirtschaft verbunden. Das Institut wurde später zum Institut für Chemie und Physik des Forschungszentrums für Milch und Lebensmittel (FML) umbenannt.

## Arbeit als Editor
Ab 1984 war Klostermeyer Mitglied der Schriftleitung der Zeitschrift für Lebensmittel-Forschung und -Untersuchung (ZLUF, später umbenannt in „European Food Research Technology“), in deren Beirat er bereits seit 1979 war. Weiterhin war er Fachreferent bei den Zeitschriften „Hormone und Metabolic Research“, Berater des „European Journal of Biochemistry“ und der Zeitschrift „Milchwissenschaft“.

## Wissenschaftliche Arbeiten
Die Schwerpunkte von Klostermeyer lagen in der Analytik von Milchinhaltsstoffen und ihrer Beeinflussung bei der Lebensmittelverarbeitung. In seinem Arbeitskreis wurden 165 Diplomarbeiten, 65 Dissertationen und zwei Habilitationen angefertigt, die zu nahezu 400 Veröffentlichungen geführt haben. Ihm ist an der TU München die Einrichtung des Studiengangs „Molekulare Biotechnologie“ zu verdanken, der bereits von anderen Hochschulen nachgeahmt wurde. Weiterhin hat er die Umwandlung seines Lehrstuhls zur Chemie der Biopolymere angestrebt.